# Tangela
Tangela (japanski: モンジャラ Monjara) jedan je od 1025 fiktivnih vrsta Pokémona iz medijske franšize Pokémon, skupa Pokémon videoigara, animiranih serija, manga stripova, knjiga, igraćih karata i drugih medija kojima je tvorac Satoshi Tajiri. Svrha je Tangele u videoigrama, animiranoj seriji i manga stripovima, kao i svrha ostalih Pokémona, borba s divljim Pokémonima – neukroćenim stvorenjima koje igrači i likovi pronalaze dok kreću na razne avanture – i pripitomljenim Pokémonima drugih Pokémon trenera.

## Etimologijaimena
Ime "Tangela" iskvaren je oblik engleske riječi "tangle" = zamrsiti, zaplesti; što se odnosi na njen izgled i to što njene vitice čine protivnicima.
U početku, Tangeli je bilo namijenjeno ime "Meduza", jer njene vitice podsjećaju na kosu načinjenu od zmija, kosu koju posjeduje mitsko biće po kojem je trebala dobiti ime, Medusa.

## Pokédex podaci
- Pokémon Red/Blue: Čitavo je tijelo skriveno mnoštvom širokih vitica koje nalikuju morskoj travi. Vitice se svijaju dok hoda.
- Pokémon Yellow: Njeno je lice skriveno mnoštvom gustih, plavih vitica. Kažu kako vitice nikada ne prestaju rasti.
- Pokémon Gold: Vitice koje skrivaju njeno tijelo uvijek se uvijaju i pomiču. Krajnji rezultat uvelike živcira protivnika.
- Pokémon Silver: Hvata sve što se pomiče svojim viticama. Njihovo nježno uvijanje izaziva škakljiv osjećaj.
- Pokémon Crystal: Tijekom borbe pomiče viticama koje prekrivaju njeno tijelo kako bi dosađivala protivnika.
- Pokémon Ruby/Sapphire: Tangeline vitice lako se otkinu ako ih se grubo zgrabi. Bezbolno je, pa pruža brz način bijega od protivnika. Izgubljene se vitice zamjenjuju novima koje izrastu odmah sljedećeg dana.
- Pokémon Emerald: Njene vitice lako i bezbolno otpadnu ako ih se grubo zgrabi, omogućujući pritom lak način bijega. Izgubljene se vitice zamjenjuju novima koje izrastuveć sljedećeg dana.
- Pokémon FireRed: Plave biljne vitice obavijaju identitet ovog Pokémona u zamršenu masu. Viticama hvata sve što se dovoljno približi.
- Pokémon LeafGreen: Čitavo je tijelo skriveno mnoštvom širokih vitica koje nalikuju morskoj travi. Vitice se svijaju dok hoda.
- Pokémon Diamond/Pearl: Obavijena je plavim viticama. Nitko nije vidio lice koje se skriva iza ove izrasline vitica.

## U videoigrama
Tangela je rijedak Pokémon. U Pokémon Red, Blue, FireRed i LeafGreen, Tangelu se može pronaći na Stazi 21, a u posljednje dvije igre, Tangelu se može naći i na Plaži s blagom. U prvoj generaciji, Tangela je bila jedini "čistokrvni" Travnati Pokémon. U Pokémon Yellow Tangelu se može pronaći u Safari Zoni. U Pokémon Gold, Silver i Crystal, Tangela se nalazi na Stazama 21, 28, 44 i u travi oko Planine Silver. 
Tangela ima veoma visoke Defense i Special Attack statistike. Njen Special Defense prilično je nizak. Tangela može naučiti razne ometajuće napade, kao i one koji izazivaju status-efekte. Može naučiti i razne Travnate tehnike, većinom kroz Tehničke uređaje (TM).
U igrama Pokémon Diamond i Pearl, Tangela se može razviti u Tangrowth nakon što nauči Drevnu moć (Ancientpower), koju sada može naučiti prirodnim putem.

## Tehnike
| Prirodne tehnike                 | Prirodne tehnike | Prirodne tehnike |
| -------------------------------- | ---------------- | ---------------- |
| Tehnika                          | Vrsta tehnike    | Razina           |
| Ukorjenjivanje (Ingrain)         | Travnati         |                  |
| Stezanje (Constrict)             | Normalni         |                  |
| Uspavljujući prah (Sleep Powder) | Travnati         | 5                |
| Upijanje (Absorb)                | Travnati         | 8                |
| Povećavanje (Growth)             | Normalni         | 12               |
| Otrovni prah (PoisonPowder)      | Otrovni          | 15               |
| Šibanje viticom (Vine Whip)      | Travnati         | 19               |
| Vezivanje (Bind)                 | Normalni         | 22               |
| Mega isušivanje (Mega Drain)     | Travnati         | 26               |
| Omamljujuća spora (Stun Spore)   | Travnati         | 29               |
| Drevna moć (Ancientpower)        | Kameni           | 33               |
| Odbacivanje (Knock Off)          | Mračni           | 36               |
| Dar prirode (Natural Gift)       | Normalni         | 40               |
| Tresak (Slam)                    | Normalni         | 43               |
| Škakljanje (Tickle)              | Normalni         | 47               |
| Zavrtanje (Wring Out)            | Normalni         | 50               |
| Siloviti bič (Power Whip)        | Travnati         | 54               |

## Statistike
| HP:      | 65  |  |
| Attack:  | 55  |  |
| Defense: | 115 |  |
| Special: | 100 |  |
| SpAtk:   | 100 |  |
| SpDef:   | 40  |  |
| Speed:   | 60  |  |

Statistika Special korištena je samo tijekom prve generacije; kasnije je podijeljenja na Special Attack i Special Defense statistike.

## U animiranoj seriji
Tangela je dosada imala dva veća pojavljivanja. Vođa Dvorane Erika koristila je jednu protiv Asha u epizodi 26, kada se Ash borio za Dugin bedž. 
U epizodi 341, Policajka Jenny koristila je Tangelu protiv grupe Gulpina koji su pravili nevolje, unatoč Tangelinoj slabosti prema Otrovnim Pokémonima. 